# Route nationale 145 (Espagne)
Pour les articles homonymes, voir N145 et Route nationale 145 (homonymie).
La N-145 est une route reliant La Seu d'Urgell en Catalogne à la Principauté d'Andorre.

## Histoire
Cette route a été livrée à la circulation en 1913.

## Parcours
| Points | Destinations                      | Bifurcation | km |
| ------ | --------------------------------- | ----------- | -- |
|        | La Seu d'Urgell / Lérida / France | N-260       | 0  |
|        | Anserall                          |             | 2  |
|        | La Farga de Moles                 |             | 8  |
|        |                                   |             | 9  |
|        | Andorre                           |             | 9  |